# Steine von Blairmuir Wood
 Die beiden nicht ausgerichteten Steine von Blairmuir Wood (auch nach den umliegenden Höfen Craigmakerran, Loanhead, Newlands oder Wolfhill genannt) stehen etwa 5,5 m auseinander und sind vermutlich der Rest eines Steinkreises nördlich von Perth in Perthshire in Schottland.
Das Steinpaar steht mit den Längsachsen im rechten Winkel zueinander, am Südende eines schmalen Waldstreifens, östlich des Blairmuir Wood zwischen dem Hof Loanhead Steading und dem Weiler Wolfhill.
Der Südoststein misst etwa 0,8 m über der Basis, 1,3 m von West nach Ost und ist 1,55 m hoch. Der Nordweststein misst etwa 0,8 m über der Basis, 1,6 m von Nord nach Süd und ist ebenfalls 1,55 m hoch.
A. Scott bezeichnete das Steinpaar 1911 als „Druiden-Tempel“ und nahm an, dass es einst ein Kreis war.